# Diphylleia cymosa
Diphylleia cymosa är en berberisväxtart som beskrevs av André Michaux. Diphylleia cymosa ingår i släktet Diphylleia och familjen berberisväxter. Inga underarter finns listade i Catalogue of Life.
Artens utbredningsområde anges som Nordamerika.

## Bildgalleri

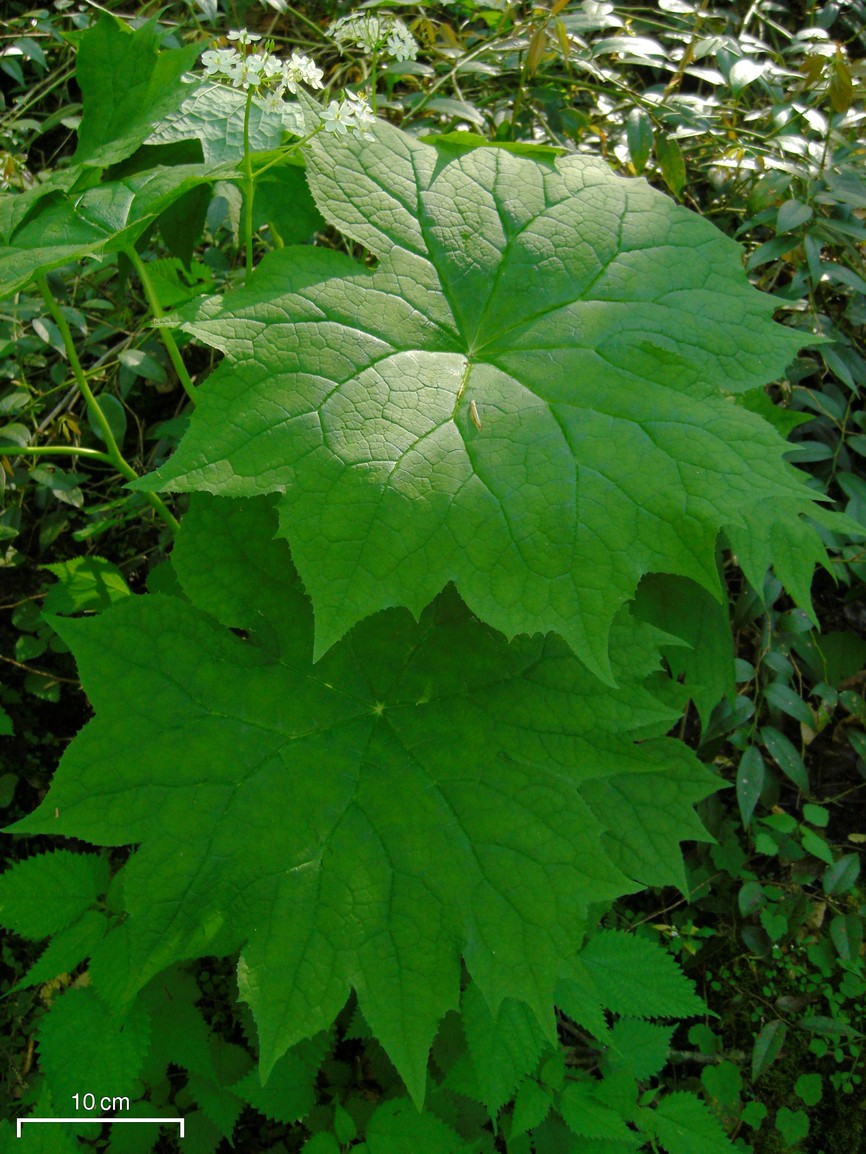
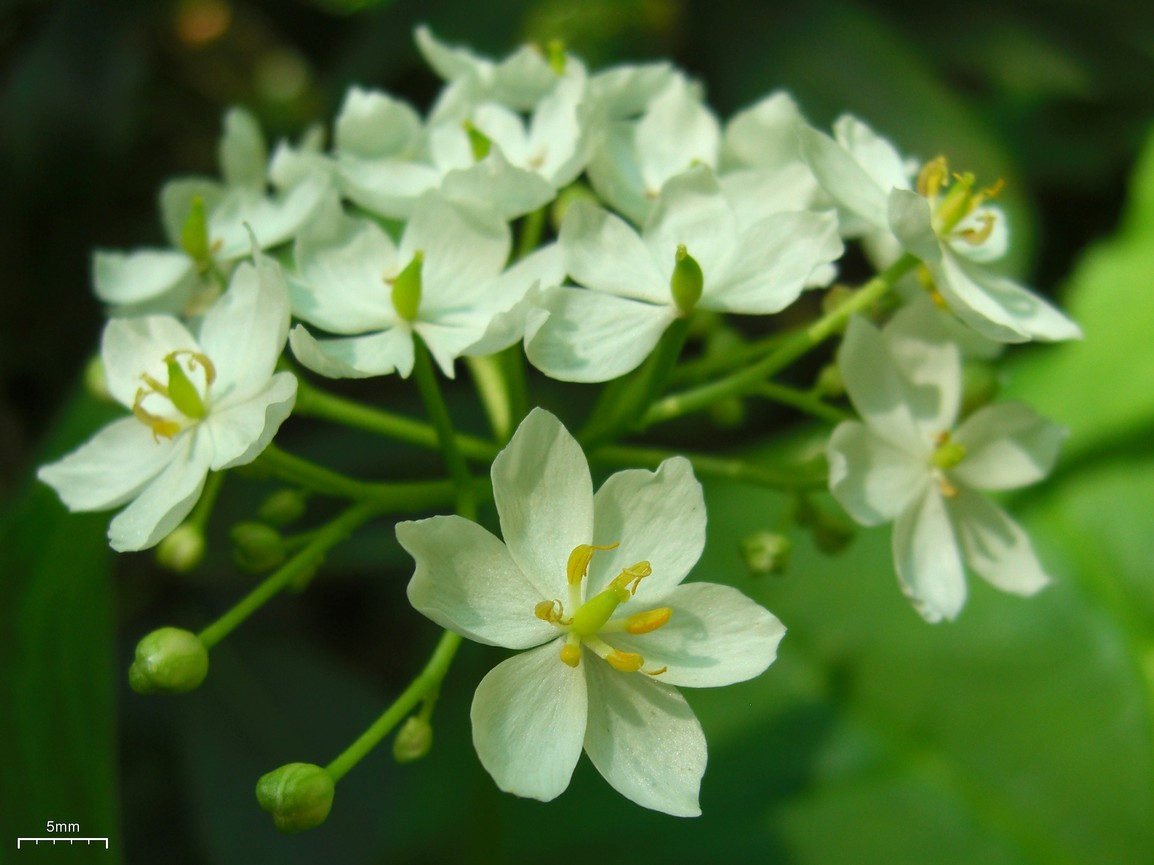
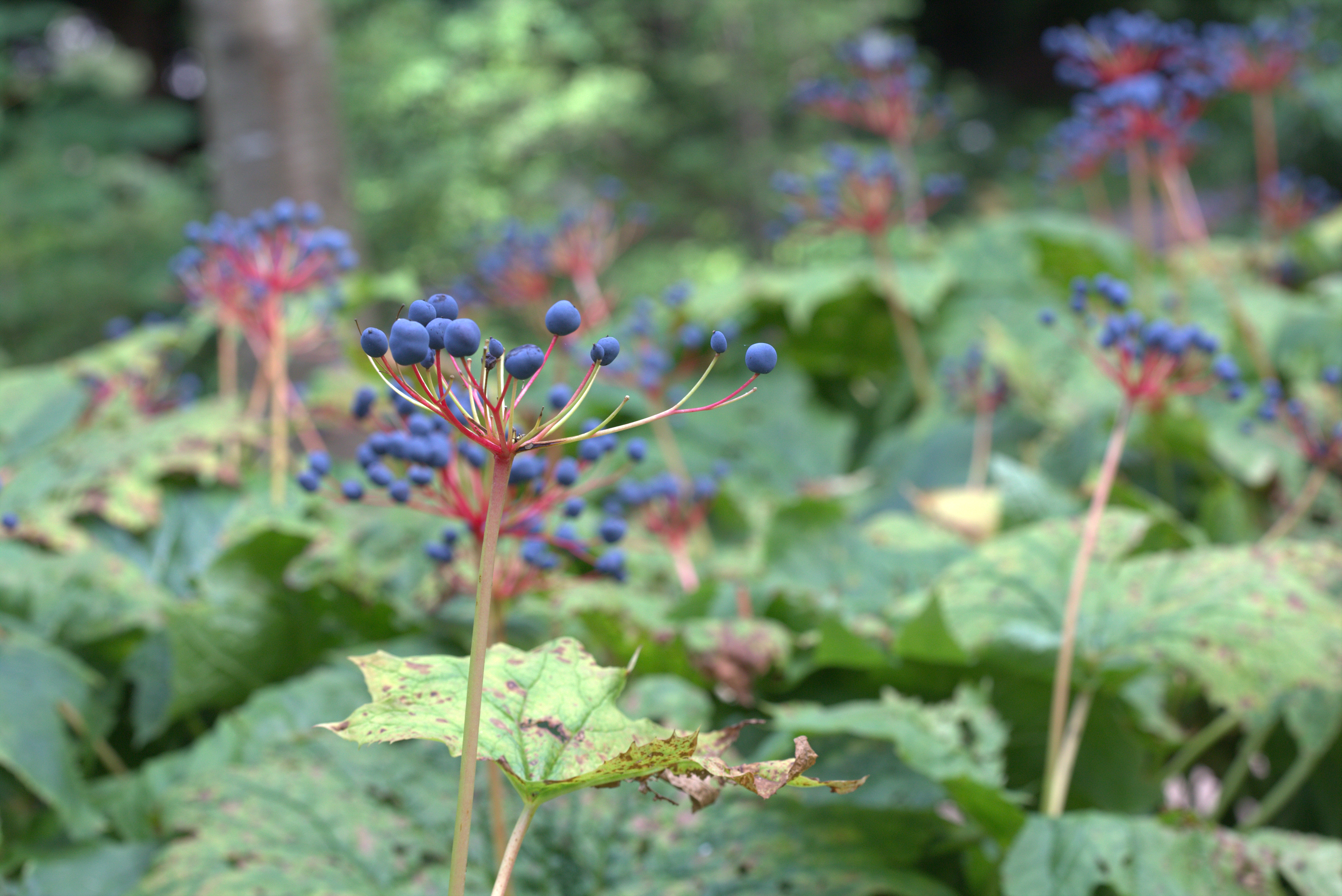